# Funaria obtusata
Funaria obtusata là một loài Rêu trong họ Funariaceae. Loài này được Schimp. mô tả khoa học đầu tiên năm 1851.